# Сарганоподібні
Сарганоподібні (Beloniformes) — ряд риб класу променепері. Відомі з еоцену (близько 50 млн років тому).

## Поширення
Розповсюджені у тропічних та помірно-теплих морях, деякі види зустрічаються у прісних водах. В Україні у Чорному та Азовському морях зустрічається один представник ряду — сарган звичайний.

## Анатомія та морфологія
Тіло видовжене, вкрите циклоїдною лускою дрібних або середніх розмірів. Бічна лінія розташована вздовж нижньої сторони тіла. Плавці складаються тільки з м'яких променів, колючки відсутні. Спинний плавець зміщений назад та розташований навпроти анального. Грудні плавці у деяких видів мають дуже великі розміри, завдяки чому риби можуть вистрибувати з води та пролітати у повітрі до 200 м. Носова порожнина відкрита. Плавальний міхур не має сполучення зі стравоходом. Кишковий тракт у вигляді прямої трубки, передня частина якої слабко розширена та утворює шлунок. У деяких видів кістки забарвлені у зелений колір жовчним пігментом білівердином.

## Спосіб життя
Пелагічні риби, зустрічаються як у відкритому океані, так і у прибережних водах, деякі види — у прісних водоймах. Багато видів рятуючись від хижаків здатні вистрибувати з води та пролітати значні відстані завдяки великим грудним плавцям, які використовуються як крила. Живляться зоопланктоном або дрібною рибою. Мають позитивну реакцію на штучне освітлення, ця особливість використовується для промислу риби. Нерест біля поверхні води, ікра відкладається на предмети, що плавають. Для прісноводних видів характерне живородіння.

## Значення
Є цінними промисловими видами. М'ясо та ікра сарганоподібних дуже цінується у Японії, де використовується для приготування суші. Деякі прісноводні види є об'єктом розведення у акваріумах.